# Jamiesoniella athecata
Jamiesoniella athecata är en ringmaskart som beskrevs av Erséus 1981. Jamiesoniella athecata ingår i släktet Jamiesoniella och familjen glattmaskar. Inga underarter finns listade i Catalogue of Life.